# Ficus retusa
Ficus retusa es una especie de planta leñosa de hoja perenne del género Higuera, originaria del archipiélago malayo y de la región florística de Malasia. El nombre de la especie se ha aplicado erróneamente a Ficus microcarpa.

## Descripción
El Ficus retusa es un arbusto o árbol perenne, de rápido crecimiento, de copa ancha y redondeada que puede alcanzar 10 metros de altura, con una extensión igual. El tronco liso y de color gris claro es bastante llamativo y puede crecer hasta alrededor de 1 metro de diámetro, y sostiene firmemente el dosel que se extiende masivamente.[cita requerida]
El árbol tiene hojas obovadas glabras, generalmente de más de 10 centímetros y dispuestos en espiral. Tiene una corteza de color gris rojizo salpicada de pequeñas motas horizontales, llamadas lenticelas, que son utilizadas por las especies de plantas leñosas para el intercambio suplementario de gases a través de la corteza. El nombre se utiliza comúnmente para referirse a plantas ornamentales de interior (por ejemplo, bonsáis) ampliamente cultivadas en regiones templadas, pero dichas plantas generalmente pertenecen a otra especie, Ficus microcarpa. Las dos especies se pueden distinguir por la longitud de la lámina de la hoja (generalmente 10-20 centímetros para F. retusa, y generalmente menos de 10 centímetros para F. microcarpa pero raramente hasta 15 centímetros).